# Simatic S7-200
Simatic S7-200 — семейство программируемых логических контроллеров фирмы Siemens AG из семейства устройств автоматизации Simatic S7. Позиционировалась как микро-ПЛК для решения простых задач промышленной автоматизации. Серия снята с производства в 2017 году.

## Обзор
Simatic S7-200 — программируемый контроллер, предназначенный для построения систем автоматизации низкой и средней степени сложности.
Основные особенности контроллера:
- простота монтажа, программирования и обслуживания.
- решение как простых, так и комплексных задач автоматизации.
- возможность применения в виде автономных систем или в качестве интеллектуальных ведомых устройств систем распределённого ввода-вывода.
- возможность использования в сферах, где применение контроллеров раньше считалось экономически нецелесообразным.
- работа в реальном масштабе времени и мощные коммуникационные возможности (PPI, MPI?! (англ. Multi Point Interface), Industrial Ethernet, PROFIBUS-DP, AS интерфейс, модемная связь).
- компактные размеры, возможность установки в ограниченных объёмах.

## Область применения
Микроконтроллеры Simatic S7-200 предназначены для решения задач управления и регулирования в небольших системах автоматизации. При этом, Simatic S7-200 позволяют создавать как автономные системы управления, так и системы управления, работающие в общей информационной сети. Область применения контроллеров Simatic S7-200 простирается от простейших задач автоматизации, для решения которых в прошлом использовались простые реле и контакторы, до задач комплексной автоматизации. Simatic S7-200 также используется при создании таких систем управления, для которых в прошлом из соображений экономии необходимо было разрабатывать специальные электронные модули.
Примеры областей применения:
- Управление пакетировочными прессами;
- Системы очистки;
- Управление деревообрабатывающими станками;
- Управление автоматическими воротами;
- Управление лифтами и подъёмниками;
- Управление конвейерными линиями;
- Пищевая промышленность;
- Системы удаленного контроля.
- Различные системы дозирования

## Модификации контроллеров
Контроллеры выпускаются в виде двух семейств:
- Simatic S7-200: программируемые контроллеры стандартного исполнения для общепромышленного применения.
- Siplus S7-200: функциональные аналоги Simatic S7-200 для более жестких условий эксплуатации. Диапазон рабочих температур от −20 до +70 °C, более высокая стойкость к вибрационным и ударным нагрузкам.

## Программное обеспечение для S7-200
Необходимый набор для выполнения всех функций проектирования систем управления (программирование, конфигурирование и настройка параметров аппаратуры и систем связи, управление процессом, архивирование проектных данных) с помощью SIMATIC S7-200 включает следующее программное обеспечение:
- Simatic Step 7-MicroWin;
- S7-200 PC-Access.

## Промышленная связь
Программируемые контроллеры Simatic S7-200 позволяют использовать несколько вариантов организации промышленной связи:
- Последовательная связь через встроенный порт(ы) RS485 c поддержкой протоколов PPI (Point-to-Point Interface), MPI?! (англ. Multi Point Interface) или свободно программируемых ASCII-протоколов. В сети MPI контроллеры S7-200 способны выполнять только функции ведомых устройств. Дополнительное программное обеспечение Instruction Library позволяет использовать встроенный порт(ы) центральных процессоров для поддержки протоколов Modbus RTU и USS.
- Подключение к сети AS-Interface через коммуникационный процессор CP 243-2 и выполнение функций ведущего сетевого устройства.
- Подключение к сети Profibus-DP через коммуникационный модуль EM 277 и выполнение функций интеллектуального ведомого DP устройства.
- Подключение к сети Industrial Ethernet через коммуникационный процессор CP 243-1 (TCP/IP) или CP 243-1 IT (Web-сервер, электронная почта).
- Модемная связь с использованием модуля EM 241[3].

## Сертификаты и одобрения
Simatic S7-200 отвечают требованиям национальных и международных стандартов и норм, включая:
- международные сертификаты DIN, UL, CSA, FM, CE.
- морские сертификаты LRS, ABS, GL, DNV, BV, NK.
- сертификат Госстандарта России № РОСС DE. АЯ46. В61141 от 14.03.2003 г., подтверждающий соответствие требованиям стандартов ГОСТ Р 50377-92 (стандарт в целом), ГОСТ 29125-91 (п.2.8), ГОСТ 26329-84 (п. п. 1.2, 1.3), ГОСТ Р 51318.22-99, ГОСТ 51318.24-99.
- метрологический сертификат Госстандарта России № 11991 от 4.04.2002 г.
- экспертное заключение о соответствии функциональных показателей интегрированной системы автоматизации Simatic S7 отраслевым требованиям и условиям эксплуатации энергопредприятий РАО «ЕЭС России».